# Kirəvud
Kirəvud è un comune dell'Azerbaigian situato nel distretto di Lerik. Conta una popolazione di 262 abitanti.